# Helenelunds IK

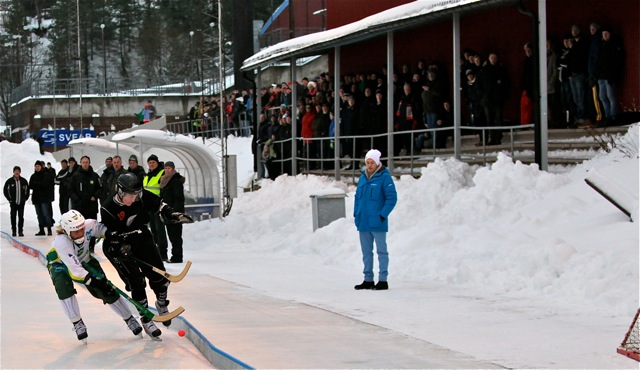
Annandagsmatch på Sollentunavallen mellan Helenelunds IK och Norrtelje BF den 26/12 2012.

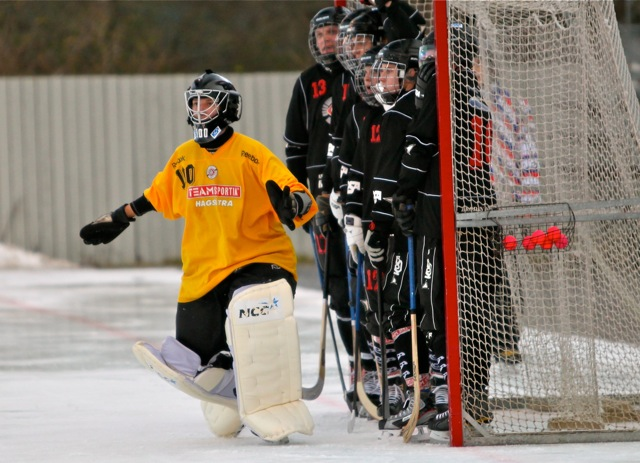
Seriematch i Div.1 2012-2013.

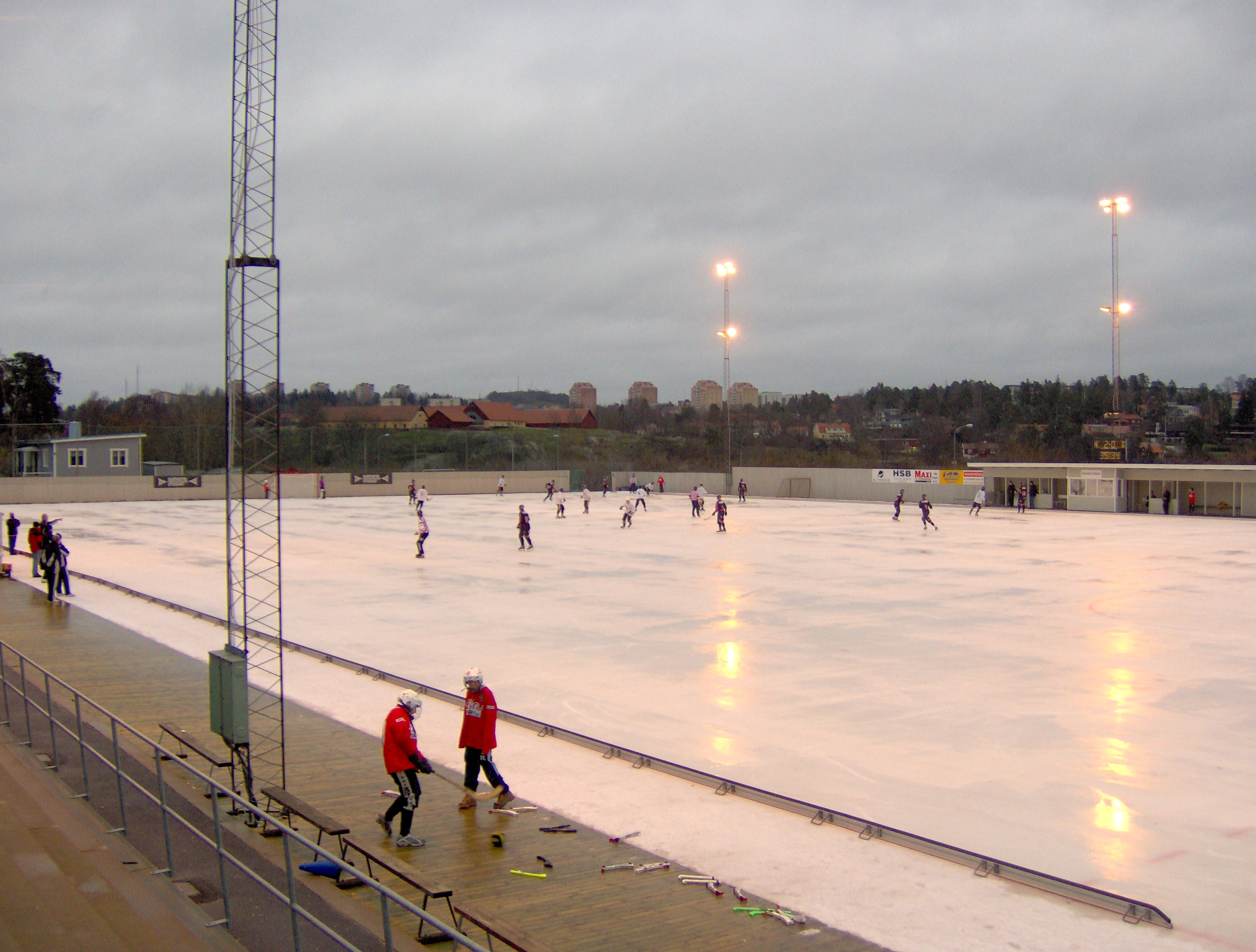
Bandymatch på Sollentunavallen mellan Helenelunds IK och AIK i Division 2 norra Svealand den 3 december 2006.

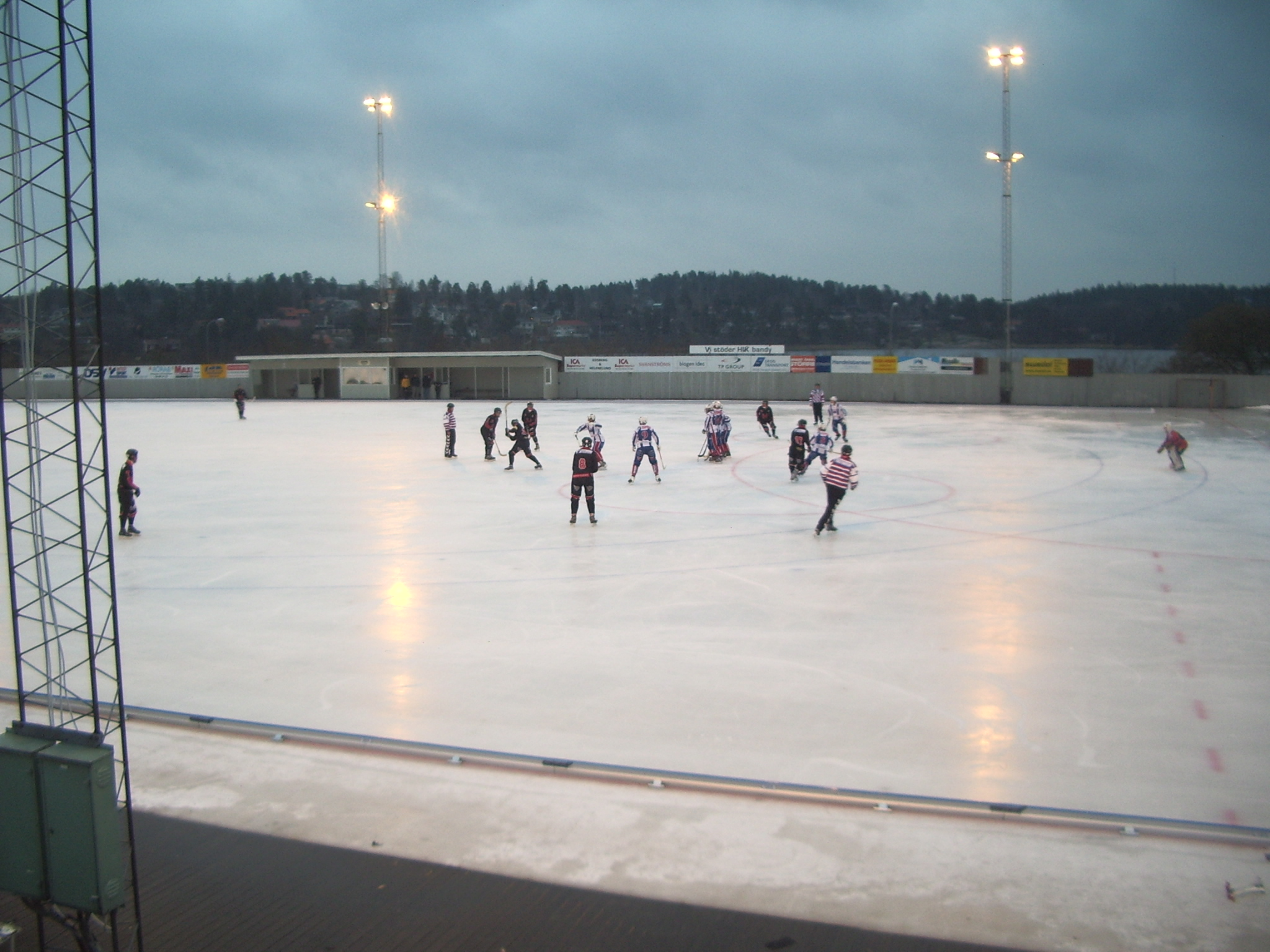
Bandymatch mellan Helenelund och Katrineholm i allsvenskan på Sollentunavallen säsongen 2008/2009.

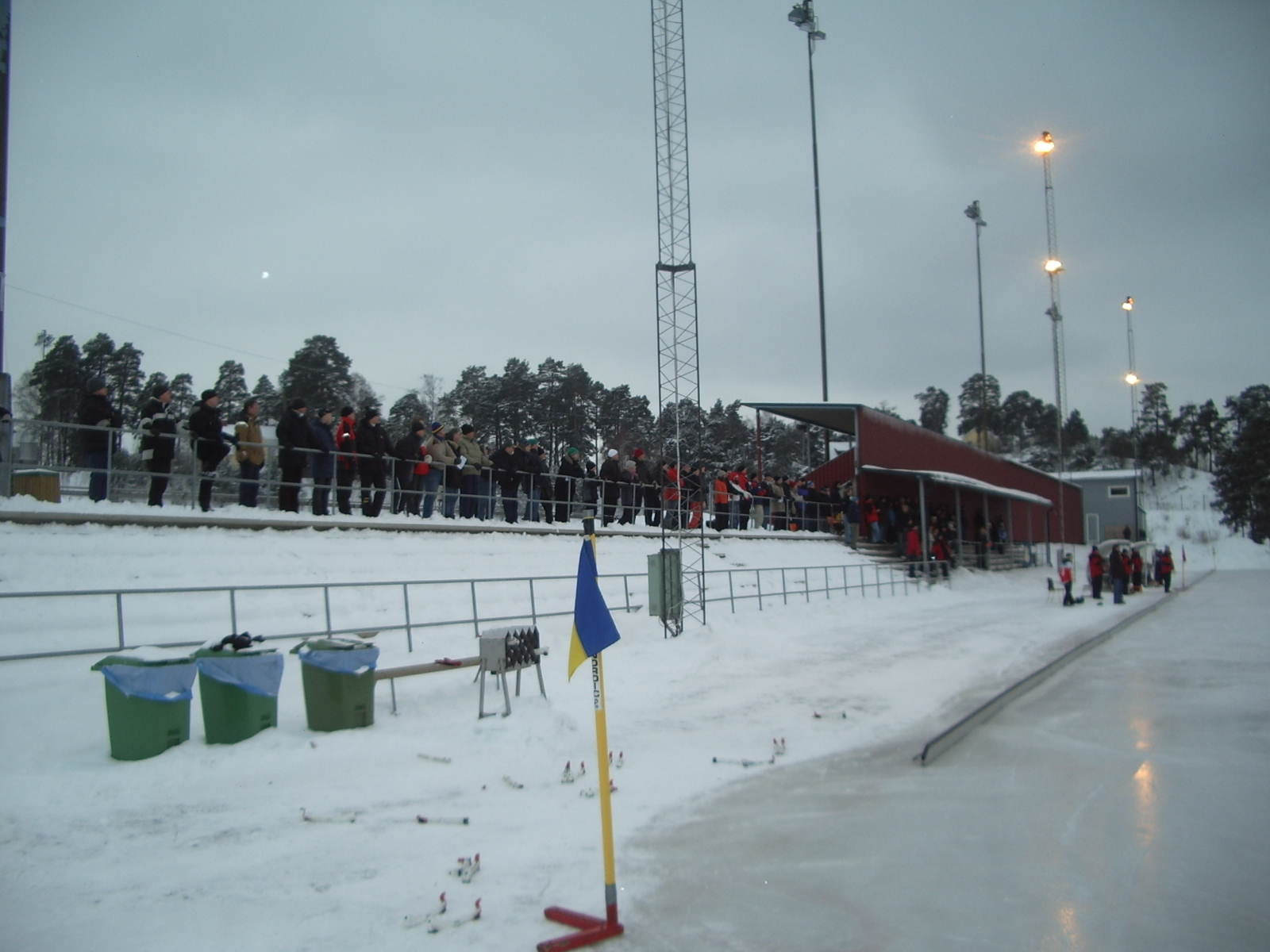
Bandymatch på Sollentunavallen 2005.

Helenelunds IK (HIK), bildad 1928 som IK Stjärnan innan namnet 1929 ändrades till Helenelunds IK. Är en idrottsklubb i Sollentuna i norra Stockholm Sverige. Tidigare har flera andra idrotter bedrivits i HIK:s regi, men sedan 2008 är det bara bandy som gäller. A-laget, i HIK, spelar säsongen 2016/17 i Division 1 Östra efter att säsongen innan spelat i Allsvenskan norra. Totalt har bandyklubben elva kval till högsta serien, det senaste 2003/2004. Klubben har fostrat flera elitspelare genom åren, men överlägset mest känd är målskytten Björn "Butta" Johansson.

## Historik
Den 23 augusti 1929 bildades Helenelunds IK, då under namnet IK Stjärnan. Från och med 1929 spelades det bandy i klubben. Vid första årsmötet antogs klubbens nuvarande namn - Helenelunds IK (HIK). Den första "hemmaplanen" var gamla Helenelunds IP, där nuvarande Svalgången och Eriksbergsskolan ligger.  Den 10 juli 1932 spelades invigningsmatchen inför flera hundra åskådare. Motståndare var Tureberg IF..
På 1940-talet' bestämdes det att bostäder skulle uppföras på denna plats och HIK flyttade till "nya" Helenelunds IP, vid nuvarande Helenelundsskolan. Denna idrottsplats finns fortfarande kvar och har idag konstgräs.
Under de första åren bedrevs allmän idrott, boxning, bandy, fotboll och skidor. Senare kom ishockey och pingis. På 1990-talet kom innebandyn. Pingis- och ishockeysektionerna lades ner i slutet av 1970-/början av 1980-talet.
Helenelunds Idrottsplats användes fram till tidiga 1980-talet. Helenelunds IK:s gamla publikrekord på 800 betalande åskådare sattes här i samband med den Allsvenska kvalmatchen mot Bollnäs (förlust 2-3) 1981. Det dröjde ända tills säsongen 2001-02 tills det rekordet slogs (då 821 betalande såg HIK-Kalix dock på Sollentunavallen).
Under första hälften av 1980-talet' började Sollentunavallen användas. 19 december 1984 invigdes Sollentunavallens konstisbana  med ett derby mellan HIK och IFK Sollentuna. 
Allsvenska kvalspel blev det åren 1979-1980, 1980-1981, 1985-1986, 1991-1992 (allsvenskt förkval), 1997-1998, 1998-1999, 1999-2000, 2000-2001, 2001-2002, 2002-2003, 2003-2004.
1998 delades Helenelunds IK upp i två avdelningar, Helenelunds IK Fotboll och Helenelunds IK Bandy. 2008 slog Helenelunds IK Fotboll ihop sig med IFK Sollentuna, och bildade Sollentuna Fotboll IF(en klubb som har bytt namn igen till Sollentuna FK, efter ytterligare en fusion).
HIK begärde ner A-laget inför säsongen 2004/2005 en division och började om med ett ungt lag. Helenelund levde i en undanskymd tillvaro i landets tredje division i ett par säsonger, men resultaten blev bättre och bättre. HIK förlorade ett avgörande allsvenskt kval med Djurgården Bandy säsongen 2006/2007. Men man fick dock en möjlighet att gå upp en division, trots misslyckat kval. Detta för att det allsvenska laget Sköndal/GT 76 (senare bara GT 76) drog sig ur och HIK fick deras plats. Dessutom övertog HIK även många av Sköndals gamla spelare. Första säsongen, klarade de sig kvar i Allsvenskan i bandy 2007/2008, då serien blivit Sveriges nästa högsta division.
Säsongen 2008/2009 föll man dock ur serien och flyttades ner till Division 1. Första säsongen i div 1 östra (2009/2010) slutade HIK 5:a av 10 lag. Helenelund kom till slut trea i serien 2010/2011. Säsongen 2011/2012 slutade HIK på en sjätte plats. Säsongen 2012/2013 blev HIK sexa i Div.1 Östra. Säsongen 2013/2014 vann HIK serien. Laget fick då två chanser att kvala upp sig till Allsvenskan, men lyckades inte. Säsongen 2014/2015 hamnade HIK tvåa i Division 1 Östra och fick då kvala till Allsvenskan.  och lyckades så att HIK återigen var ett allsvenskt lag. Bästa målskytt under säsongen blev Micke Andersson på 33 mål.
Säsongen 2015/2016 spelade HIK återigen i Allsvenskan norra men åkte ur . 
Säsongen 2016/2017 resulterade i en andraplats i division 1 östra. Laget leddes av Nisse Karlsson. 2017/18 leddes laget av Peter Rönnqvist och blev trea.  

## Truppen 2018/2019 - A-lag
HIK spelar återigen i Division 1 Östra. Laget leds av Peter Rönnqvist (tid. Tellus).
| Nr  | Land    | Pos | Namn                    |
| --- | ------- | --- | ----------------------- |
| 1   | Sverige | MV  | Ludvig Jonasson         |
| 100 | Sverige | MV  | Håkan Stolt             |
| 24  | Sverige | MV  | Anton Johansson         |
| 17  | Sverige | F   | Tim Zenoud Johansson    |
| 9   | Sverige | F   | Jakob Schlyter          |
| 20  | Sverige | F   | Jonas Svensson          |
| 5   | Sverige | F   | Christian Johansson     |
| 16  | Sverige | F   | Andreas Karlsson        |
| 26  | Sverige | F   | Henrik Svensson         |
| 4   | Sverige | MF  | Albin Rönnqvist         |
| 7   | Sverige | MF  | Daniel Mökander         |
| 19  | Sverige | MF  | Gustav Lundell Kuperion |
| 15  | Sverige | MF  | Jonathan Sigfridsson    |
| 22  | Sverige | MF  | Joel Portinsson         |
| 8   | Sverige | A   | Linus Hansson           |
| 21  | Sverige | A   | Martin Ohlsson          |
| 12  | Sverige | A   | Rasmus Engman           |

## Truppen 2017/2018[7]
HIK:s A-lagstrupp säsongen 2016/17. 
| Nr  | Land    | Pos | Namn                 |
| --- | ------- | --- | -------------------- |
| 100 | Sverige | MV  | Gustav Jakobsson     |
| 5   | Sverige | A   | Gustav Jörnåker      |
| 4   | Sverige | MF  | Daniel Embretsen     |
| 7   | Sverige | F   | Timmy Härdin         |
| 8   | Sverige | A   | Linus Hansson        |
| 9   | Sverige | F   | Jakob Schlyter       |
| 11  | Sverige | F   | Thomas Arvidsson     |
| 4   | Sverige | MF  | Daniel Embretsen     |
| 15  | Sverige | MF  | Jonathan Sigfridsson |
| 6   | Sverige | MF  | Daniel Mökander      |
| 17  | Sverige | F   | Tim Zenoud Johansson |
| 16  | Sverige | MF  | Albin Rönnqvist      |
| 19  | Sverige | MF  | Christoffer Bridholm |
| 20  | Sverige | F   | Jonas Svensson       |
| 22  | Sverige | MF  | Joel Portinson       |
| 18  | Sverige | F   | Ludvig Hedén         |
| 24  | Sverige | MV  | Anton Kärrbrink      |
| 26  | Sverige | F   | Henrik Svensson      |
| 1   | Sverige | MV  |                      |

## Säsongen 2017/2018 - Övriga lag i klubben
- B-laget heter Lunden och spelar i Div.2 Sthlm.
- P99-spelarna har bildat en P19-lag tillsammans med P00 och till viss del P01 samt SBBK.
- P9, P10, P11, P12, P13 & P14, P16 samt P19 (med SBBK) finns i klubben. De yngre lagen spelar mest poolspel i Stockholmsserier.
- Bandyskola med ca 150 barn.

## Profiler och elitspelare
- Björn Johansson,"Butta" skyttekung i både bandy och fotboll. Han var i 25 säsonger en riktig målspruta i bandyföreningen, har gjort över 1000 mål i seriespel och är fortfarande aktiv i Enebyberg i division 2. Har vunnit skytteligan i andra divisionen i bandy hela fem gånger, vilket är mer än någon annan. Han spelade även fotboll i Allsvenskan med AIK.[8][9]. Pappa Anders "Esset" Johansson spelade även han i HIK. Sonen Willy (född 1990) spelade ungdomsåren i HIK och ett kortare inhopp 2017.[10]
- Bröderna Rübsamen: Kenta, Ove och Dick som verkade framgångsrikt i klubben under flera år. Dessutom spelade bröderna fotboll, bland annat i HIK och AIK.[11]
- Mattias Andersson, egen produkt senare bl.a. Falun och Sirius
- Johan Helander, egen produkt, senare Hammarby
- Mattias Forsberg, egen produkt, senare Sirius
- Nisse Karlsson, från Kumla. Gör säsongen 2016/17 sin tredje sejour som tränare i HIK.

## Kända spelare genom åren
- Lasse Karlsson, senare Hammarby, Gripen, Ale/Surte och GAIS Bandy.
- Patrik Nordgaard, senare Hammarby och guldmedaljör.
- Björn "Böna" Eriksson, senare Hammarby och Ljusdals ledarstab.
- Rasmus Lindkvist, senare Falun, finsk landslagsman.
- Henrik "Fille" Cederbaum, fostrad i Oxelösund senare även Hammarby.
- Thomas "Rekan" Johansson [12].
- Roland "Rolle" Nyström, även Hammarby.
- Conny Rydqvist,även Hammarby.
- Björn "Bonna" Johansson.
- Kjell Friman.
- Lars Hedqvist, senare Broberg, Bollnäs och Ljusdal.
- Fredrik Larsson, senare Tellus i Elitserien.
- Martin Krigh, senare Tellus i Elitserien.
- Svenne Olsson (97-98). Nuvarande förbundskapten för herrlandslaget.

## Kända tränare genom åren
- Lars Hydling
- Stefan Johansson
- Nils-Olof "Nisse" Karlsson
- Kenneth Granberg
- Roger Jakobsson [13]
- Kjelle Ljusberg
- Peter Rönnqvist

## Kända ledare genom åren
- Gunnar Pettersson
- Olle Wannberg
- Dick Olofsson
- Anders Nordlund
- Stig "Stickan" Andersson
- Ingmar Strandberg
- Leif Pettersson

## Trivia
- Ishockeyspelaren Patric Hörnqvist spelade bandy i HIK i sina unga år innan han valde hockeyn[14].
- Den tidigare fotbollsspelaren Fredric Jonson (BP, Gif Sundsvall, Vasalund) spelade bandy I HIK:s P87 i sin ungdom.
- Kjell Gärdestad spelade bandy i HIK i sin ungdom.
- Nummer 3 i HIK är för alltid fryst. Detta på grund av att en gammal HIK-spelare (Wannberg) dog i en olycka i lumpen.
- Willy Johansson (född 1990) och Alexander Sundström (f. 1990) har båda spelat en varsin SM-final. Willy spelade med Hammarby 2010 och vann SM-guld. Alexander spelade för Edsbyn IF 2009 (silver).
- Klubben har en liten men hängiven supporterskara vid namn The Lundeners.

## HIK-produkter i andra lag 2017/18
- Alexander Sundström,född 1990. Tillberga elitserien.
- Richard Öster född 1985,IFK Sollentuna DIV 2 (laget består av till stora delar gamla Lundare)
- Johan Granvik, född 1979. Djurgården i Div 1 Ö.
- Andreas Karlsson och Willy Johansson, födda 1990, båda i UNIK i allsvenskan.
- Jonas Lilja, född 1980. Ullevål. Elitserien (Norge)
- Martin Sander, född 1993, Skutskärs IF i Division 1 Nedre Norrland
- Alexander Hult, född 1995, GT76 i Division 1 Östra
- Mikael Svensson, född 1993, Hammarby elitserien.